# Zelowan rotundipalpis
Zelowan rotundipalpis Murphy & Russell-Smith, 2010 è un ragno appartenente alla famiglia Gnaphosidae.

## Etimologia
Il nome della specie deriva dal latino rotundus, cioè arrotondato, rotondo, e palpus, cioè pedipalpo, in riferimento alla forma arrotondata del pedipalpo maschile visto ventralmente.

## Caratteristiche
L'olotipo maschile rinvenuto ha lunghezza totale è di 3,58mm; la lunghezza del cefalotorace è di 1,54mm; e la larghezza è di 1,20mm.

## Distribuzione
La specie è stata reperita nel Congo orientale: l'olotipo maschile è stato rinvenuto presso Kambaila-Sindani, 10 miglia ad ovest di Butembo, appartenente alla provincia del Kivu Nord.

## Tassonomia
Al 2016 non sono note sottospecie e dal 2010 non sono stati esaminati nuovi esemplari.